# Нићифоров мир
Нићифоров мир (лат. Pax Nicephori) је назив за мировни споразум закључен 803. године између Византијског и Каролиншког царства. Један од узрока рата било је то што је римски папа, потраживши ослонац у Франачком царству, крунисао Карла Великог.

## Споразум
На Божић 800. године папа Лав III крунисао је франачког краља Карла Великог за римског цара (лат. Imperator Romanorum) у базилици Светог Петра у Риму. Карло Велики је започињао преговоре са Византијом. Током владавине царице Ирине он је у византијску престоницу послао изасланство са задатком да уговори склапање брака између Ирине и Карла. Ирина, међутим, није пристала на то. Византија је себе сматрала јединим наследником Римског царства те није могла прихватити постојање другог царства на западу. Западна Европа није имала цара још од пада Западног римског царства 476. године. У међувремену је дошло до преврата у Цариграду и престо је заузео Нићифор. Нићифор је одбио ратификовати споразум, али су решени поједини спорови око разграничења два царства. Нићифоровим миром призната је независност Млетачке републике под заштитом Византијског царства. Изасланици два царства нису се могли споразумети око одређених територија у Италији и Далмацији те је 807. године поново избио рат. Повод је био прелазак Млечана на страну Франака и пљачка далматинске обале од стране италијанског краља Пипина. Сукоб је трајао до смрти цара Нићифора (810). Нови цар, Михаило I Рангабе, обновио је преговоре. Нови мир закључен је 812. године у Ахену. Византијски цар прихватио је Карлову титулу "цара Франака". За узврат је Карло признао Византији суверенитет над Венецијом, Истром, Далмацијом (острвима, те Задром, Трогиром, Сплитом, Дубровником и Котором на копну) и јужном Италијом.